# Boucekiidae
Die Boucekiidae bilden eine Hautflüglerfamilie innerhalb der Überfamilie der Erzwespen (Chalcidoidea).

## Taxonomie
Das Taxon geht auf den kanadischen Entomologen Gary A. P. Gibson zurück, der im Jahr 2003 die Tribus  Boucekiini innerhalb der Cleonyminae, die damals noch eine Unterfamilie der Pteromalidae waren, einrichtete. Die Typusgattung ist Boucekius Gibson, 2003. Der Gattungsname ehrt den tschechischen Entomologen Zdeněk Bouček. Burks et al. (2022) führten aufgrund molekularbiologischer und morphologischer Studien eine Aufspaltung und Umgliederung der Pteromalidae durch. Im Rahmen dieser Revision wurde die Tribus in den Rang einer Familie erhoben.

## Merkmale
Burks et al. (2022) beschreiben die Familie Boucekiidae anhand folgender morphologischer Eigenschaften. Die Fühler besitzen 8 Geißelglieder. Diese Anzahl umfasst ein einzelnes Anellus (Ringglied) sowie eine nicht unterteilte Fühlerkeule (Clavus). Die Augen sind ventral divergierend. Der Clypeus besitzt keine quer gerichtete subapikale Furche. Das Labrum wird vom Clypeus verdeckt. Die Mandibeln besitzen einen ventralen Zahn und sind dorsal stark verkürzt. Das Mesoscutellum ist mit Frenum, das durch eine vollständige Frenalfurche abgesetzt wird, sowie mit einer axillularer Furche (Sulcus). Der mesopleurale Bereich ist ohne erweitertem Acropleuron. Das Mesepimeron reicht nicht über den Vorderrand des Metapleurons. Alle Beine weisen 5 Tarsenglieder auf. Der protibiale Sporn ist kräftig und gebogen. Der basitarsale Kamm ist längs gerichtet. Das Metasoma ist mit Epipygium (Subgenitalplatte) (bei Boucekius) oder mit Syntergum (bei Chalcidiscelis).

## Lebensweise
Die Boucekiidae gelten als Parasitoide xylophager Insekten.

## Innere Systematik
Nach Burks et al. (2022) zählen zu den Boucekiidae folgende Gattungen:
- Boucekius Gibson, 2003 – (B. primevus) Verbreitung: nordöstl. Südamerika
- Chalcidiscelis Ashmead, 1899  – (C. koebelei) Verbreitung: Australien